# 부가티 라 부아튀르 누아르
부가티 라 부아튀르 누아르(프랑스어: Bugatti La Voiture Noire)는 부가티에서 2019년에 출시된 슈퍼카이다. 차명인 라 부아튀르 누아르는 프랑스어로 '검은 마차'를 뜻한다. 가격은 약 140억원으로 세계에서 가장 비싼 자동차이다.

## 개요

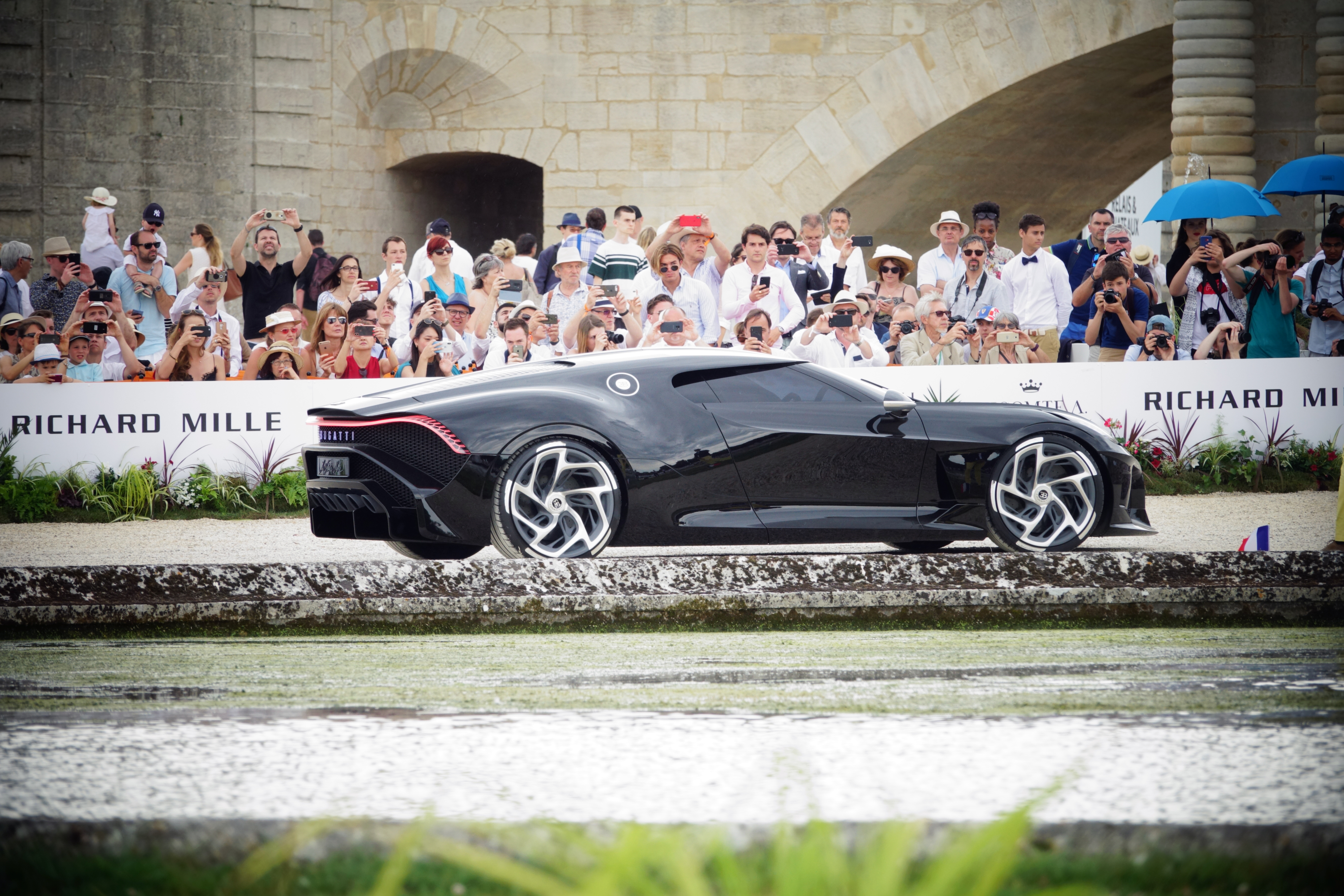
라 부아튀르 누아르의 후방

에토레 부가티의 창립 110주년을 기념하여 공개된 슈퍼카이다.부가티 시론을 기반으로 하는 이 자동차의 디자인은 타입 57 SC 애틀랜틱을 떠올리게 하며 회사의 독특한 디자인 역사를 기념한다. 길쭉한 뒷부분은 에티엔 살로메가 디자인한 탄소 섬유로 만든 차체를 가지고 있다. 다른 주목할만한 기능으로는 독특한 윙 미러, LED 미등 스트립 및 바퀴가 있다. 원형 모델과 달리 자동차는 미드십 엔진 레이아웃을 유지한다.
차량 전면에서 후면 스포일러까지 이어지는 트림 부분은 타입 57 SC에 있는 등지느러미를 연상시키며 자동차에 떠 있는 앞유리와 마스크 A 필러가 있다. W16 엔진으로 구동되는 취소된 전면 엔진 그랜드 투어러인 Bugatti Rembrandt와 큰 디자인 유사점을 공유한다.

## 게임에서의 등장
- 니드 포 스피드
- 더 크루 2
- 로블록스
- 아스팔트 8: 에어본[a]
- 아스팔트 9: 레전드[b]
- GTA

### 내용주
1. ↑  축제 보상
2. ↑  드라이브 신디케이트 보상